# Cândida Branca Flor
Cândida Branca Flor, (12 de noviembre de 1949 – 11 de julio de 2001), de su nombre verdadero Cândida Maria Coelho Soares, fue una reconocida cantante portuguesa.

## Biografía
Asistió a clases de canto con Maria do Rosário Coelho e ingresó en el grupo de los años 70, la Banda do Casaco. Por curiosidad, su nombre artístico ha sido tomado de una canción de este grupo llamada "Romance de Branca Flor".
Ídolo de los niños entre los años 1970 y 1980, presentó con Júlio Isidro la banda sonora del programa televisivo Fungagá da Bicharada.
En 1979, participó por la primera vez en el Festival RTP da Canção, con "A Nossa história de amor", volviendo al certamen en 1982, con "Trocas baldrocas", y en 1983, con Carlos Paião y la canción "Vinho do Porto". Entre 1978 y 1993, ha editado ocho álbumes y, en sus últimos años, ha también participado en varios proyectos de música popular portuguesa y eventos para los emigrantes portugueses.
Para sorpresa de sus admiradores por la imagen de júbilo que proyectaba, se suicidó en 2001.

## Discografía

### Singles
| Ano  | Título                                                | Formato  |
| ---- | ----------------------------------------------------- | -------- |
| 1976 | Canção da Roupa Branca / A Agulha e o Dedal           | Sencillo |
| 1976 | O Cochicho / As Lavadeiras de Caneças                 | Sencillo |
| 1976 | Cantiga da Rua / Giestas                              | Sencillo |
| 1977 | Esses Dias ao Teu Lado / Em Ti Existo                 | Sencillo |
| 1977 | Um, dois, três (agora ou nunca) / Carrocel            | Sencillo |
| 1978 | Dias de Verão / Já é tarde                            | Sencillo |
| 1979 | Que será, será / Telenovela                           | Sencillo |
| 1980 | Maria Papoila / O Raspa                               | Sencillo |
| 1982 | Trocas baldrocas / A Prima da Pantera Cor-de-Rosa     | Sencillo |
| 1982 | Gira-Discos / A Nossa serenata                        | Sencillo |
| 1983 | Vinho do Porto (Vinho de Portugal) (con Carlos Paião) | Sencillo |
| 1984 | Ó Meu Fradinho Capucho / Quando Eu Era Miúda          | Sencillo |

### Álbumes
| Ano  | Título                             | Formato         |
| ---- | ---------------------------------- | --------------- |
| 1985 | Cantigas da Minha Escola           | Disco de vinilo |
| 1987 | Cantigas da Nossa Terra            | Disco de vinilo |
| 1988 | Retrato Sagrado                    | Disco de vinilo |
| 1990 | Bailinho português                 | Disco de vinilo |
| 1991 | Olá Miudagem                       | Disco de vinilo |
| 1992 | Desejos coloridos                  | CD              |
| 1993 | Alma portuguesa                    | CD              |
| 1993 | Melhor de Cantigas da Minha Escola | CD              |
| 1995 | Mar de rosas                       | CD              |
| 1995 | Chega-te mais um pouco             | CD              |
| 1997 | Volta para mim (Papá)              | CD              |
| 1998 | Antes te quero esquecer            | CD              |
| 1998 | No Jardim-Escola João de Deus      | CD              |
| 2001 | Amor e Mentiras                    | CD              |

### Participaciones
| Ano  | Título                                           | Formato         |
| ---- | ------------------------------------------------ | --------------- |
| 1976 | Coisas do Arco da Velha (con la Banda do Casaco) | Disco de vinilo |

### Compilaciones
| Ano  | Título                                    | Formato  |
| ---- | ----------------------------------------- | -------- |
| 2001 | O Melhor de 2 (Cândida Branca Flor / Ana) | CD Duplo |
| 2004 | A Arte e a Música de Cândida Branca Flor  | CD       |
| 2008 | Uma vida para sempre                      | CD       |